# OAビジネス科
OAビジネス科とは、パソコンを使用した事務仕事に関する教育訓練を行う専修学校や職業訓練施設の学科あるいは訓練科の名称。

## 概要
OAとはオフィスオートメーションの略であり、事務作業の一部をコンピュータなどの機器を利用して合理化すること。
事務部門において、簿記・会計、OA化に対応できるように、パソコンソフトを用いて、ワード・エクセル・アクセス・パワーポイント・ウェブページ作成を学習する。
また、あらゆるビジネスシーンに対応するために、コミュニケーションを学ぶ。